# مجموعه دیوید

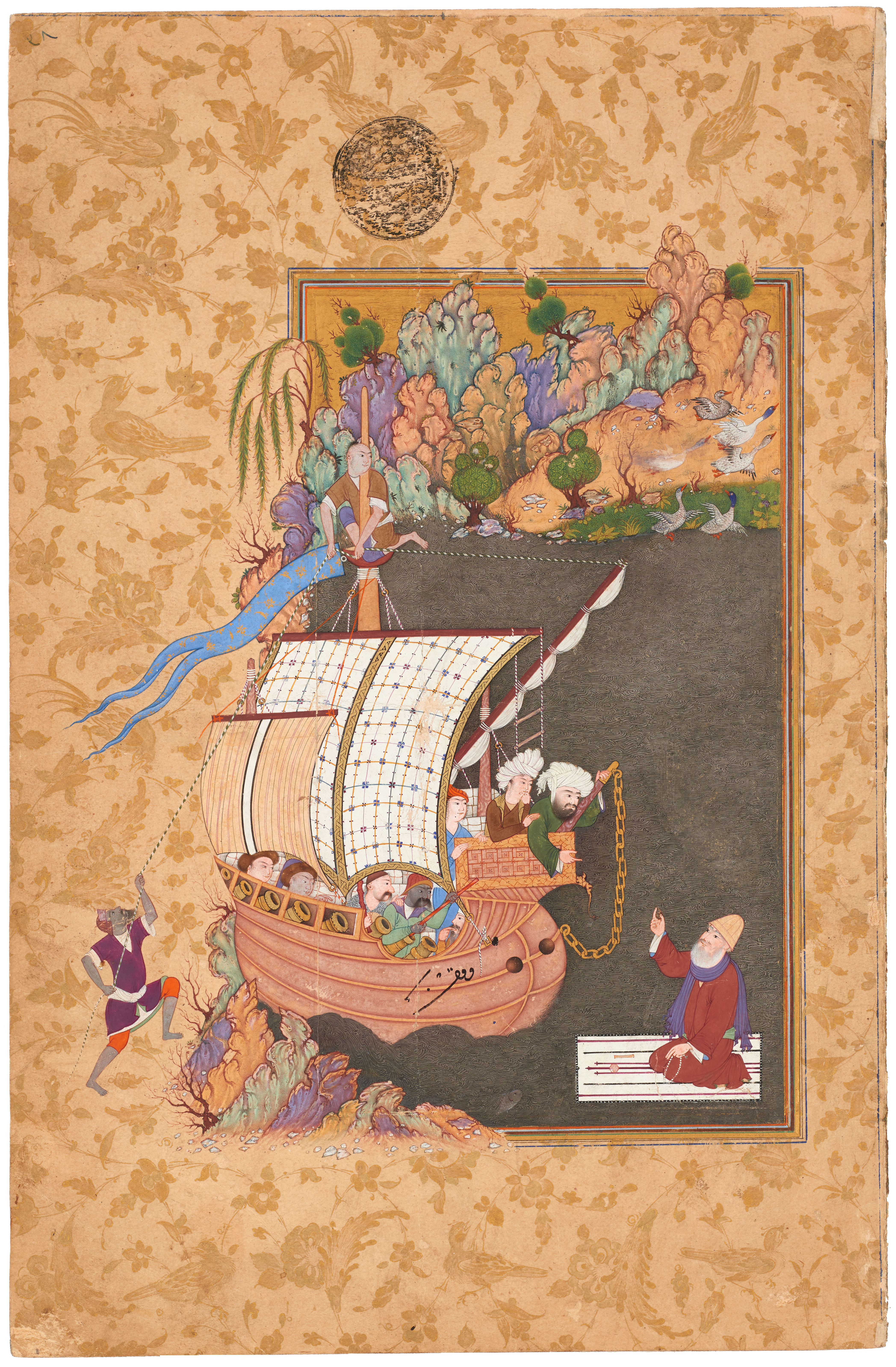
حکایت سعدی از پیر فاریاب، نام اثری است که به حکایت معروفی در بوستان سعدی پرداخته‌است. ماجرای این حکایت که در «باب سوم در عشق و مستی و شور» ذکر شده، به کرامت درویشی فاریابی که از دوستان سعدی شیرازی است اشاره می‌کند که در موقعیتی که از کشتی جامانده، با پهن‌کردن سجاده و بدون این‌که تر شود، از رودخانه عبور می‌کند و خطاب به سعدی که از این واقعه متحیرگشته به کنایه‌ می‌گوید «تورا ناخدا بُرد، ما را خدای». این اثر در مالکیت مجموعهٔ دیوید قرار دارد.

مجموعهٔ دیوید (به دانمارکی: Davids Samling) نام موزه‌ای در شهر کپنهاگ، دانمارک است که در آن مجموعهٔ منحصر به فردی از آثار جمع‌آوری شده از کلکسیون شخصی سی.ال. دیوید در آن گردآوری شده‌است.
بیشتر آثار مربوط به هنر اسلامی در مجموعهٔ دیوید از متون تذهیب‌شده، قرآن‌های نفیس، موزائیک و کاشی‌های لعابی و مینیاتورهای ایرانی تشکیل شده‌اند.

## نگارخانه

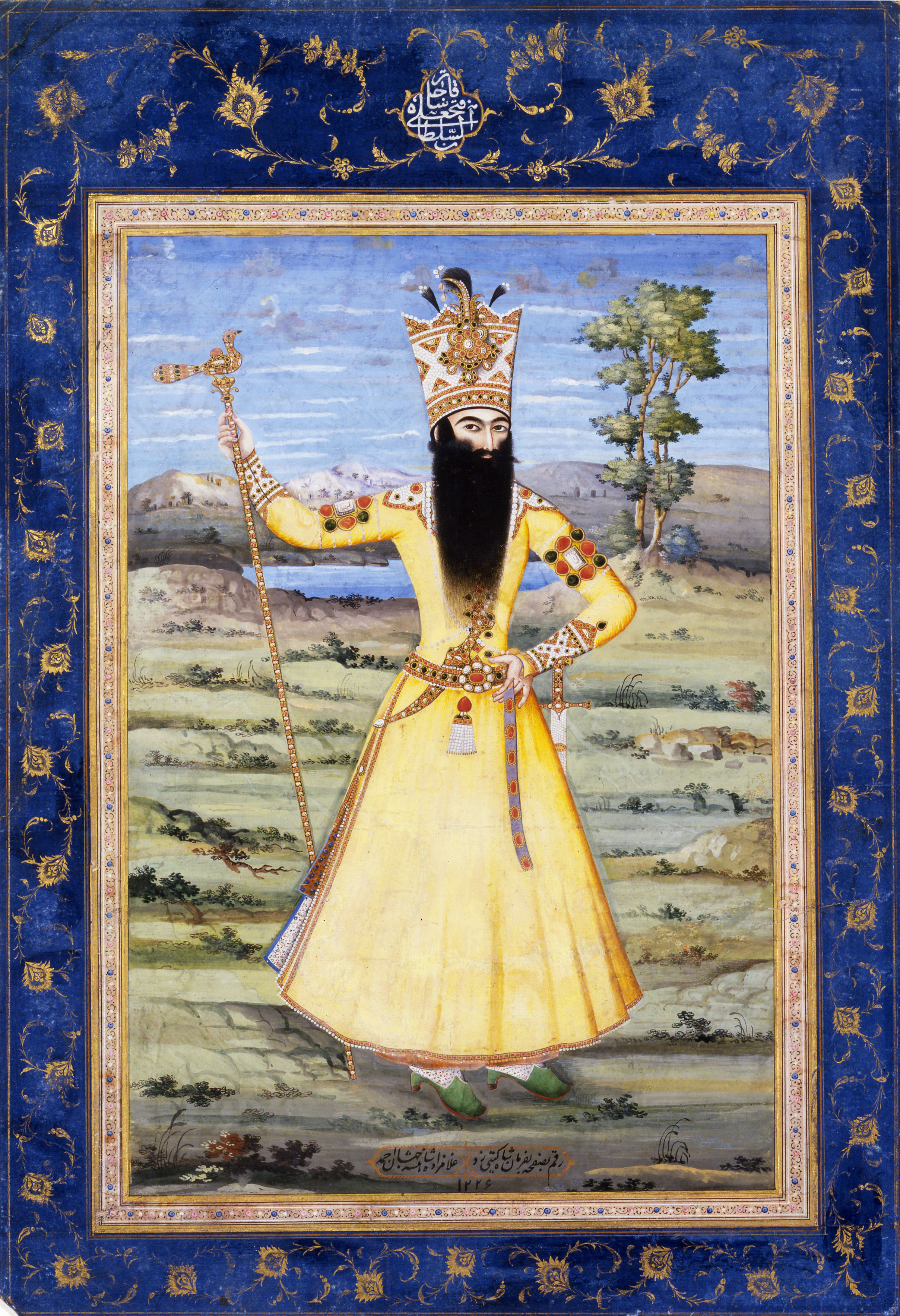
مینیاتوری از فتحعلی‌شاه قاجار
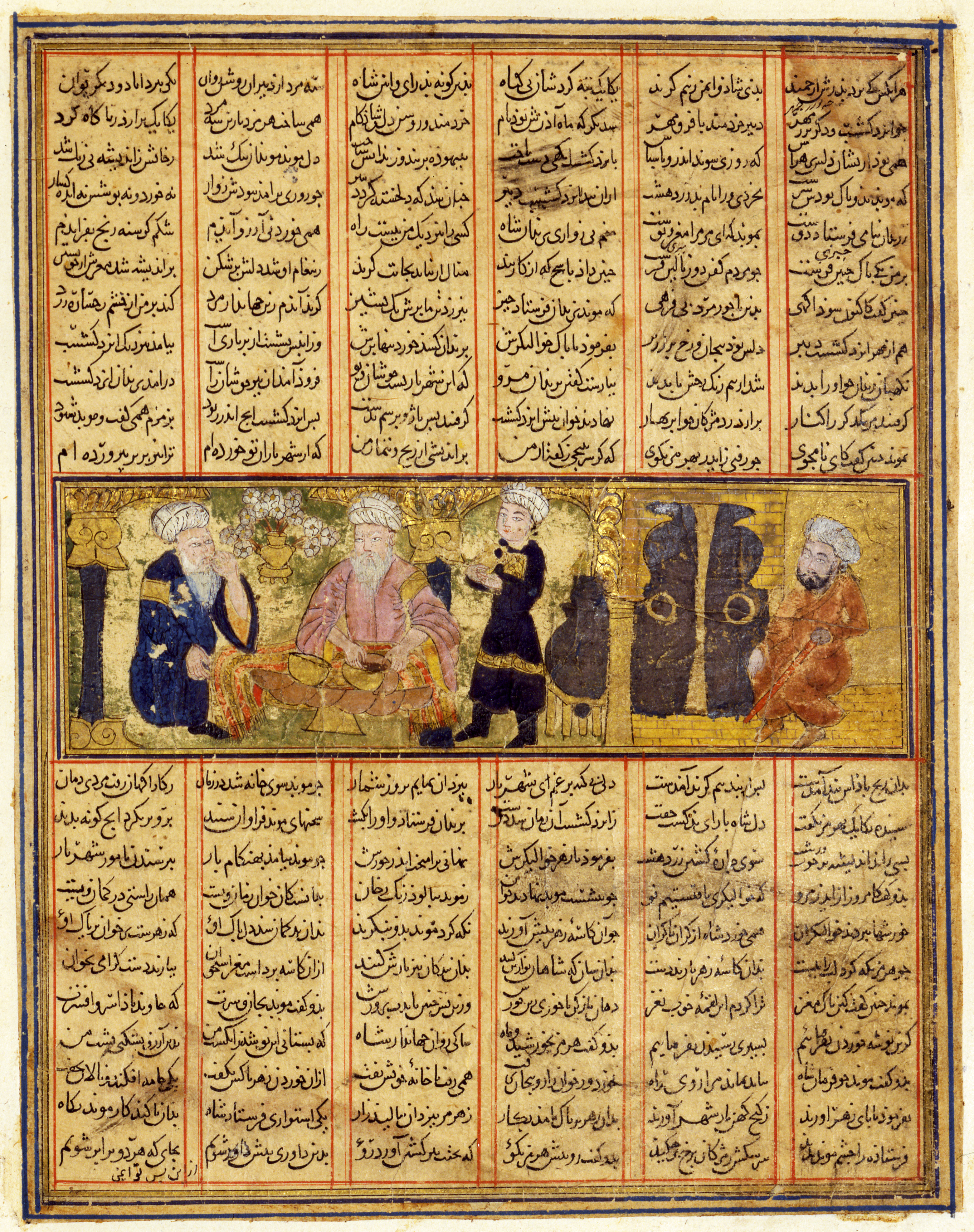
متنی تذهیب‌شده از شاهنامه
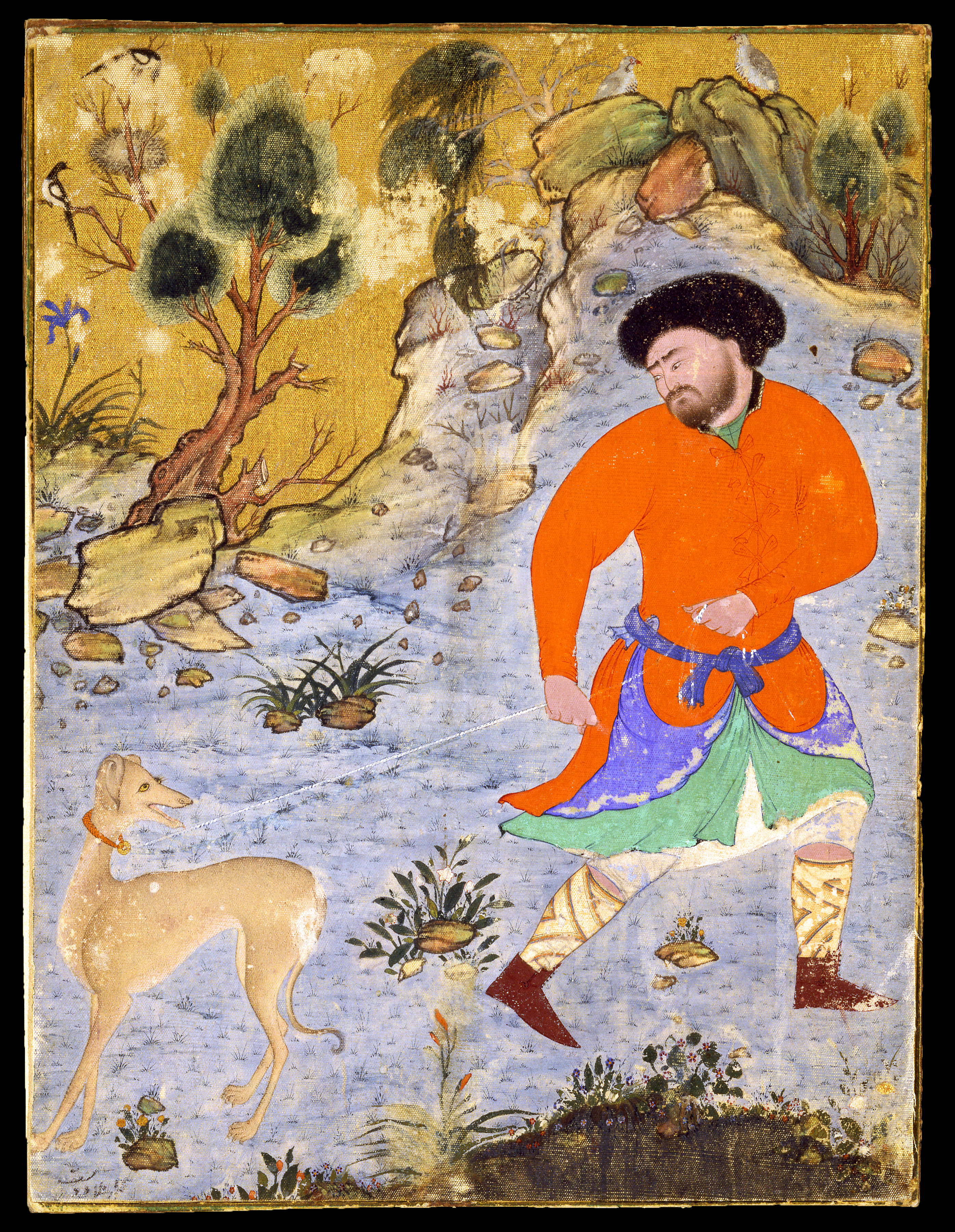
پُرترهٔ مرد با تازی بویی (نسبت داده‌شده) به دوست‌محمد به سال ۱۵۵۵ م.
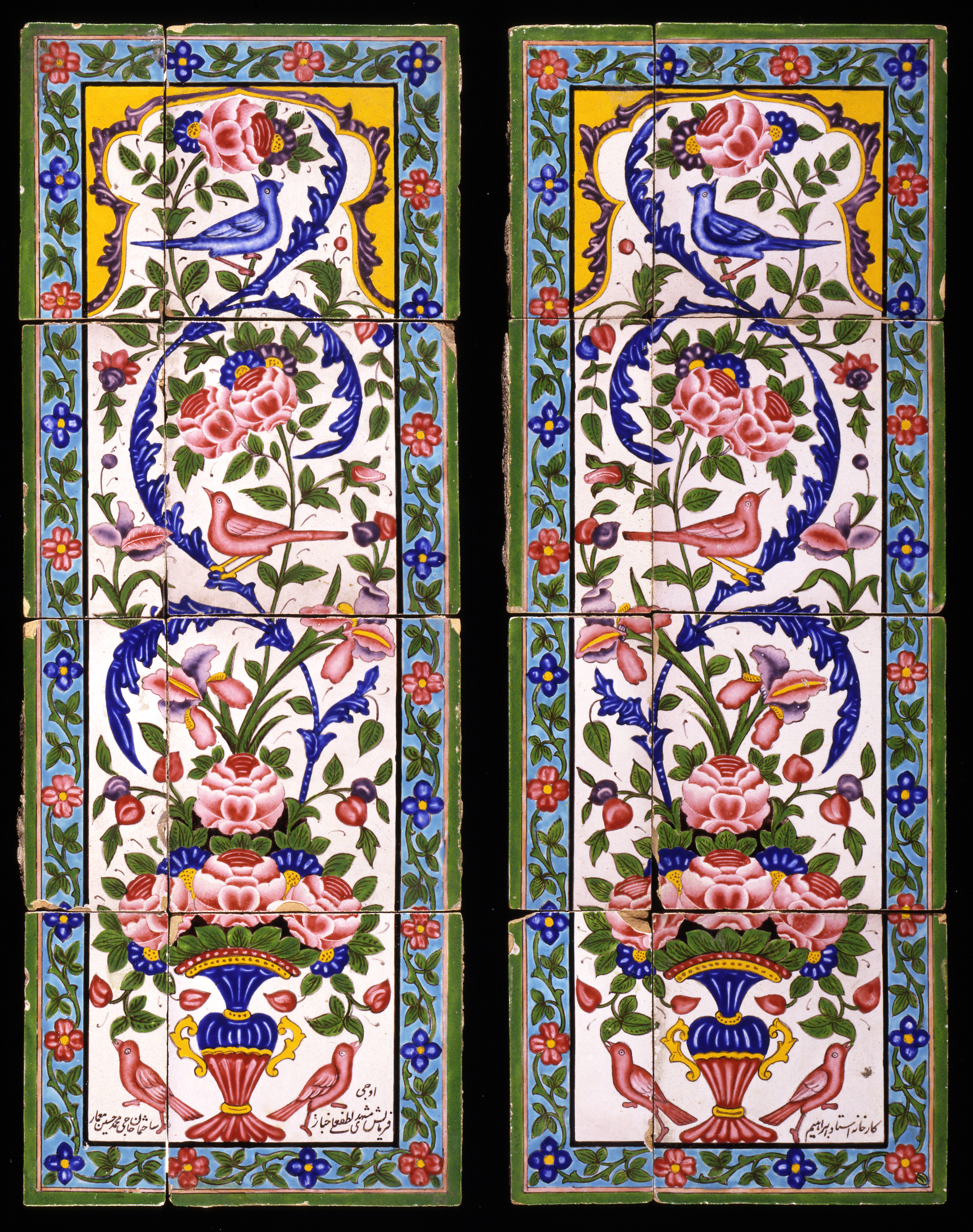
دو باریکه کاشی از جنس سفال، رنگ آمیزی شده (طرح گل و مرغ) با لعاب رنگی بر روی لعاب سفید متعلق به نیمه نخست سده ۱۹ میلادی.
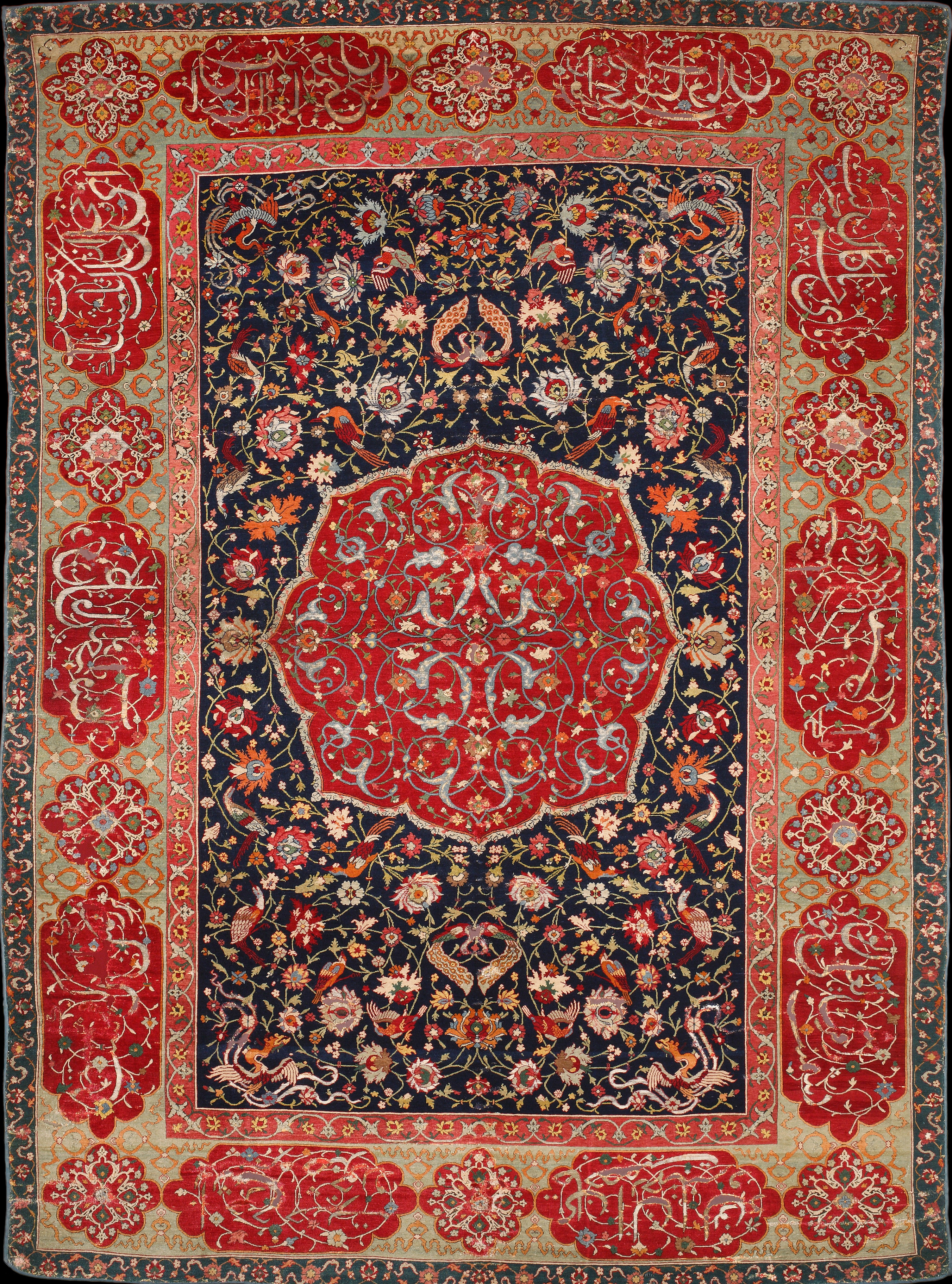
فرش ایرانی متعلق به دوران صفوی. در این فرش خط نستعلیق به کار برده شده‌است.
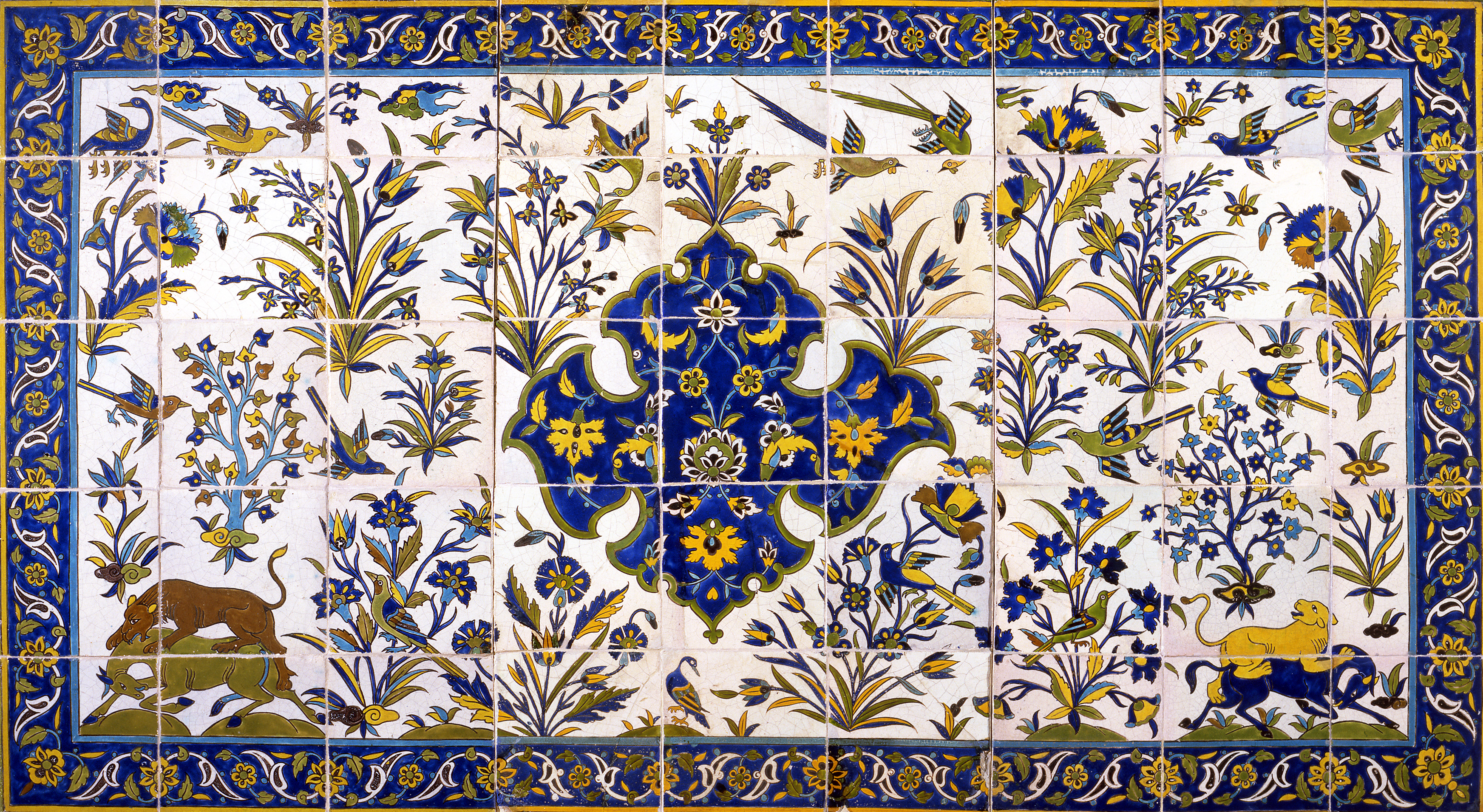
کاشی نقاشی، مربوط به دورهٔ قاجار با صحنه‌هایی از شکار، پرندگان و گل‌وبُته.
کاشی‌ساز: نامعلوم